# Ceropegia anjanerica
Ceropegia anjanerica är en oleanderväxtart som beskrevs av Malpure, M.Y.Kamble och S.R.Yadav. Ceropegia anjanerica ingår i släktet Ceropegia och familjen oleanderväxter. Inga underarter finns listade i Catalogue of Life.